# Saussan
Saussan är en kommun i departementet Hérault i regionen Occitanien i södra Frankrike. Kommunen ligger i kantonen Pignan som tillhör arrondissementet Montpellier. År 2022 hade Saussan 1 926 invånare.

## Befolkningsutveckling
Antalet invånare i kommunen Saussan
Referens:INSEE